# Cladrastis
Genre
Classification phylogénétique
Classification phylogénétique
Cladrastis (Virgilier ou bois jaunes) est un genre de plantes à fleurs de la famille des fabacées. Il comprend sept espèces d'arbres dont six sont originaires d’Asie orientale, et une du sud est de l’Amérique du Nord.

## Caractéristiques
Ce sont des arbres à feuilles caduques de petite à moyennes dimensions, généralement 10 à 20 m de hauteur, pouvant exceptionnellement atteindre 27 m. Les feuilles sont composées et pennées avec 5 à 17 folioles disposées en ordre alterné. Les fleurs sont odorantes, blanches ou roses, racémeuses ou groupées en panicules de 15 à 40 cm de long. Le fruit est une gousse de 3 à 8 cm de long, qui contient une à six graines.
Le genre Cladrastis est voisin du genre Maackia, dont il diffère par les bourgeons dissimulés à la base des feuilles et par leurs folioles qui sont alternes et non en paires opposées. Le nom générique vient du grec κλάδος (klados) , branche, et θραύστος, (thraustos), fragile, en référence au fait que les brindilles sont cassantes.

## Espèces
- Cladrastis kentukea (Dum. Cours.) Rudd (syn. C. lutea), le virgilier. Sud-est de l’Amérique du Nord.
- Cladrastis platycarpa (Maxim.) Makino. Japon.
- Cladrastis parvifolia C.Y.Ma. Guanxi, Chine.
- Cladrastis sinensis Hemsl. Répandu dans toute la Chine.
- Cladrastis scandens C.Y.Ma. Guizhou, Chine.
- Cladrastis sikokiana (Makino) Makino. Sud du Japon.
- Cladrastis wilsonii Takeda. Chine centrale.

Maackia Amurensis était aussi autrefois classé dans ce genre.

## Source
- (en) Cet article est partiellement ou en totalité issu de l’article de Wikipédia en anglais intitulé « Cladrastis » (voir la liste des auteurs).